# 塔拉·哈拉瓦 (記者)
塔拉哈拉瓦是一名驻拉马拉的巴勒斯坦记者，也是前BBC的新闻记者 。在发表一系列反以色列和反犹太言论后，她被BBC給开除了 。

## 职业生涯
塔拉哈拉瓦 2017年开始在BBC News和BBC Monitoring工作，担任數碼媒體记者和巴勒斯坦事务专員 。她曾发表了多篇关于以巴冲突的报道 。

## 争议
2021 年 5 月，哈拉瓦被发现在2014年加沙战争期间发布了一系列反以色列和反犹太主义的推文。在 2014 年 7 月的一条推文中，Halawa 写道：「#Israel 更像是 #Nazi 而不是 #Hitler！#HitlerWasRight #IDF 见鬼去吧。#PrayForGaza。」在亲以色列媒体 HonestReporting 分享的另一条推文中，哈拉瓦写道：「錫安主義者希望有更多既血流(Zionists can't get enough of our blood)」  在哈拉瓦报道2021 年巴以危机时，人们对她作为中立和可信度提出了质疑。英国广播公司随后对她的社交媒体活动展开调查。一位BBC发言人表示，这些推文是「非常严重」的問題 。 2021年6月，BBC 宣布哈拉瓦不再为 BBC工作，但没有提供更多细节。   
哈拉瓦後來在推特上發表聲明，承認該推文是「無知且令人反感的」，但這是由「一名年輕的巴勒斯坦婦女在目睹可怕而且不必要的死傷時，國際媒體卻保持着沉默，因此一時衝動發佈的推文」。 他補充說這條推文並未反映她的觀點，並為不經思索就發文的行為表示由衷的歉意。 然而，他繼續堅稱這不能成為解僱他的理由，並把責任歸咎於「親以色列的利益集團」和「親以色列的審查人士」，因為他們希望看到他被解僱，這能將「巴勒斯坦人排除在公眾視線之外」。哈拉瓦還表示他很容易成為目標，因為他是「巴勒斯坦人，也是有色人種女性」。
他將被解雇原因归咎于「亲以色列团体」的行為，被许多人视为一种偏见和借口，而不是真誠的道歉。媒体分析师伊曼纽尔·米勒指哈拉瓦淡化了自己的反犹太主义，並試圖将自己描绘成受害者。 